# Партум, Ева
Ева Партум (пол. Ewa Partum, род. 1945, Гродзиск-Мазовецкий недалеко от Варшавы, Польша) — художница перформанса, режиссёр.

## Образование
Начиная с 1963 года Партум, училась в Академии изобразительных искусств в Лодзи, а с 1965 года – в Академии изящных искусств в Варшаве, где получала образование по специальности живопись. В последней в 1970 году она защитила дипломную работу: теоретическое исследование, посвящённое стихографике, и практическую работу — перформанс с объектами из работы Тадеуша Кантора «Multipart».

## Основные работы
Партум принимает участие в лингвистической и перформанс-игре, пытаясь открыть новый художественный язык. Этот поиск «нового языка» коренится в её убеждении, что живопись исчерпала свой потенциал для генерирования новых или трансформационных идей. Работа Партум также мотивирована затрагиванием таких вопросов, как понятие публичного пространства, положение женщин, женская субъективность и политический контекст 1980-х годов. 
Партум исследует проблемы женской идентичности, включая гендерные предубеждения в мире искусства. В интервью она рассказывает о трудностях и дискриминации, с которыми сталкивалась как художница. Это предубеждение вдохновило её на решение выступать обнажённой во многих произведениях. Однажды Партум заявила, что будет выступать обнажённой, пока женщины в мире искусства не получат равные права. В своих интервью она говорила про обнажённые выставки: «В своих интерпретациях множество критиков концентрируются на использовании моего обнажённого тела в моих работах, на самом деле не понимая, что для меня речь шла про создание знака: знака, указывающего в одно целое направление. Это была тавтологичная, а не, как многие склонны верить, эгоцентрическая стратегия… Когда выставка заканчивается, я кланяюсь своей публике как виртуоз после концерта…».
Гражданская работа Партум началась в 1969 году и продолжалась до 1970-х годов, объединяя поэзию и перформанс. Она объявила, что является произведением искусства, сделав своё тело элементом феминистического дискурса. Это может быть использовано как пример эссенциализма, поскольку искусств касается тела женщины и использования тела как полотна в феминистическом исполнении.
Другая работа, самоидентификация (1980), включала фотомонтажи её обнажённой фигуры, наложенные на сцены Варшавы, среди пешеходов, рядом с женщиной-полицейским и перед президентской резиденцией, показывая спорный характер обнажённого женского тела Заголовок произведения говорит о сложном поиске женской идентичности.
Работа художницы сосредотачивается на вреде традиционных гендерных предупреждений и ожиданий. Например, в «Плохой женщине» (1981) она преувеличила соответствие нормам женской покорности и глупости, «целуя руки членов аудитории, обливая алкоголем голову, рисуя взбитыми сливками на полу «сладкое искусство» — другими словами, вела себя как пьяная и глупая женщина». В другом произведении, Женщины, брак против вас! (1980), она оделась в свадебное платье и завернулась в прозрачную фольгу, увенчанную вывеской «Для мужчин». Потом она прорезала платье и фольгу, выныривая обнажённой.
С 1971 года создаёт концептуальную поэзию «Poems by Ewa» в форме поэтических предметов, в которых она часто печатает губы. К ранним концептуально-поэтическим произведениям принадлежит «Активная поэзия», в которой Партум использовала ветер, чтобы разбрасывать вырезанные буквы в разных пейзажах, используя их случайное распределение для создания поэзии. Её поздние стихи состоят из ярко выраженного феминистского и социального тона, хотя это никогда не выражается ясно или очевидно для зрителя. На одном из выступлений в период военного положения в 1982 году Партум обнажена и в красной помаде. Это выражает одну из тем её работы, которая включает пародирование манер, в них женщины пытаются отвечать идеализированным ожиданиям мужчин от них. На выставке на тему Берлинской стены она фотографирует себя обнажённой на высоких каблуках и держа большую букву «О» в правой руке и «Ш» в левой, что означает Ост-Вест Шаттен или восток – Западные тени. 
Фильмы Партум выступают в качестве документации её поэтической и перформативной работы. Партум исследует автоматизированную природу и сущность фильма. Содержание одного из произведений «Десять метров фильма» определяет простую корреляцию с продолжительностью фильма. Ещё один короткометражный фильм демонстрирует облик художника в разнообразных сценах. Фильм ставит под сомнение способность художника полностью передать идею, аргументируя это тем, что как только за работой наблюдает другой, авторитет художника теряется.  
Партум также работала организатором и куратором очень влиятельной галереи почтового искусства с 1971 по 1977 год. Галерея Galeria Adres демонстрировала работы художников Fluxus и других. В рамках галереи Ева Партум дополнительно издавала каталоги и книги.
В течение 1960-х и 1970-х годов на работу Партум часто влияли польские цензоры, которые отказывались разрешать их распространение в публикациях.

## Выставки
В июле 2013 года Фрак Лоррен в Меце провёл выставку под названием «Плохие девочки: коллекция в действии», чествуя художниц, которые посвятили свою работу деконструкции установившегося порядка и созданию пространства для свободы, опыта и жизни.
Состоялось несколько ретроспектив работы Партум, в том числе Ewa Partum: The Legality of Space в Институте искусства Wyspa (2006).
Выставки её работ включают:
- W.O.R.K.S., Концептуальная графика «Чтение нашего мира» в Калгари, Канада, в 1973 году
- Проспектива 74 в Сан-Паулу в 1974 году; Международная выставка почтового искусства '75 в Буэнос-Айресе в 1975 году
- Кинофестиваль «Фильм как фильм — фильм как искусство» в Лодзи в 1977 году
- Кватро в Милане в 1982 году; Современное польское искусство в Берлине в 1984 году
- Polska 86, выставка польской фотографии XX века
- Чёрно-белая Польша в Париже в 1990 году
- Естесми в Национальной галерее искусств Зачета в Варшаве в 1991 году
- WACK! Искусство в феминистской революции в MoCA, 2007
- За особое место: Документы и труды из коллекции Фонда Дженерали на Австрийском культурном форуме, 2007